# Roberto Carlos a 300 Quilômetros por Hora
Roberto Carlos a 300 Quilômetros por Hora é um filme brasileiro, lançado em dezembro de 1971, dirigido e produzido por Roberto Farias, com roteiro de Bráulio Pedroso. O filme teve um público de 2.785.922 espectadores, sendo o filme mais assistido de 1971.

## Sinopse
Mecânico de concessionária de automóveis, sentindo-se talentoso ao correr com carros possantes de clientes, forma equipe de automobilismo, improvisada, pois vê sua chance de ser piloto quando o corredor principal, seu patrão, sofre acidente grave, a ficar com trauma de corridas automobilísticas.

## Elenco principal
- Roberto Carlos	 ... 	Lalo
- Erasmo Carlos	 ... 	Pedro Navalha
- Raul Cortez	 ... 	Rodolfo Lara
- Mário Benvenutti	 ... 	Alfredo
- Libânia Almeida	 ... 	Luciana (como Libânia)
- Cristina Martinez	 ... 	Neuza
- Flávio Migliaccio	 ... 	Luigi
- Otelo Zeloni	 ... 	Mané
- Reginaldo Faria	 ... 	Playboy
- Walter Forster